# Vladimir Cavarnali
Vladimir Cavarnali (n. 10 august 1910, Bolgrad, Regatul României – d. 20 iulie 1966, București, RSR) a fost un poet român din Basarabia.

## Biografie

### Viață timpurie
A studiat la liceul de băieți din Bolgrad și la Universitatea din București.

### Carieră
Debutează în presa literară din București. A scris versuri și traduce din literatura universală (Baudelaire), colaborând la Limba română, Litere, Luceafărul literar, Pasărea albastră, Frize, Orizonturi, Viața Basarabiei, Bugeacul sau Pagini basarabene.
În 1938, la Bugeac, împreună cu I. Șt. Botez fondează revista literară Moldavia.

## Aprecieri
George Călinescu îl caracterizează pe Cavarnali ca fiind un reprezentant al liricii proletariene moderne a hoinăririi, a umilității diurne din jurul lui Esenin, fără apocalipticul acestuia...
George Meniuc menționa că vrednicia poetului Vladimir Cavarnali pornește de acolo că în poezie a coborât integral contemporaneitatea, devenind surpinzător de actual.

## Lucrări literare
- Poezii, București, 1934. Volumul este premiat de Editura Fundației Regale, alături de manuscrisele Nu de Eugen Ionescu și Mathesis sau bucuriile vieții de C. Noica.
- Răsadul verde al inimii stelele de sus îl plouă, volum de poezii, Bolgrad, 1939

### Traduceri
- Gâște-lebede de M. Bulatov, București, 1945;
- Mama de Maxim Gorki, București, 1947;
- Vasioc Trubaciov și prietenii săi de V. Oseeva, București, 1950;
- Marta dee Anna Brodele, București, 1954;
- Opere VII de M.E. Saltîkov-Șcedrin, București, 1964.